# Bulgária no Festival Eurovisão da Canção 2010
A Bulgária foi o sexto país a confirmar a sua presença no Festival Eurovisão da Canção 2010, a 15 de Maio de 2009. Com esta participação, a Bulgária realiza a sua sexta participação no Festival Eurovisão da Canção. Para eleger o seu representante, a Bulgária ainda não afirmou se irá utilizar o seu conhecido festival Be A Star/Bulgarian Song for Eurovision, no entanto é o mais provável, pois desde que participa no festival, o país utiliza este meio de selecção. No último ano, em 2009, a Bulgária conseguiu alcançar o 16º lugar na primeira semi-final (entre 18), com 7 votos.

## Selecção
A 18 de Outubro foi revelado o artista representante, juntamente com os outros artistas que estavam na "corrida" interna:
| Artista                           | Chamadas |
| --------------------------------- | -------- |
| Miroslav Kostadinov               | 10       |
| Polly Genova                      | 7        |
| Nora Karaivanova                  | 3        |
| Elitsa Todorova & Stoyan Yankulov | 2        |
| Slavi Trifonov                    | 2        |
| Maria Ilieva                      | 2        |
| Lili Ivanova                      | 2        |